# 8424 Toshitsumita
8424 Toshitsumita è un asteroide della fascia principale. Scoperto nel 1997, presenta un'orbita caratterizzata da un semiasse maggiore pari a 2,4000213 UA e da un'eccentricità di 0,1951290, inclinata di 3,72593° rispetto all'eclittica.